# Királyharasztok
A királyharasztok vagy királypáfrányok (Osmundales) a harasztok törzsének (Pteridophyta) és a valódi páfrányok (Pteridopsida) osztályának egyik rendje, amelyhez egyetlen család, a királyharasztfélék (Osmundaceae) tartoznak. Korábbi fejlődéstörténeti rendszerekben (pl. Urania Pflanzenwelt, Hortobágyi Tibor) a páfrányok osztályának külön alosztályát alkották, Osmundidae néven. A rendnek egyetlen családja van, mely 3 nemzetségben 21 fajt számlál. Származástani viszonyaikat már viszonylag korán felismerték: igen elszigetelten állnak a páfrányok között és mintegy átmenetet mutatnak az eusporangiumos és a leptosporangiumos páfrányok között. A csoport mégsem átmeneti, hanem inkább egy hamar különvált, ősi típusú növénycsoportról van szó.
A királyharasztok törzsfejlődéséről a legfontosabb dolgokat ismerjük: megjelenésük valószínűleg a felső karbonban történt, virágkoruk, kifejlődésük csúcsa a jura korszak. A permből már számos törzsmaradványt ismerünk, melyekről biztosan kijelenhetjük, hogy királyharasztoké. Ismeretesek levél- és sporangiummaradványok is, ezek viszont csak mind szerv- és formanemzetségek. Valódi kihalt nem az Osmundites nevet kapta, ezek már erősen emlékeztetnek a ma élő Osmundákra. Törzsszerkezetük a marattiapáfrányokéra emlékeztet, de annál kisebb volt (1 m magas, vékonyabb), a törzsön számos levélripaccsal.
A ma élő Osmundák törzsszerkezete az alábbi: belül jelentős mennyiségű központi bélszövet található, melyet patkó alakban körülfognak a szállító edénynyalábok. Törzsükben tipikus a diktiosztéle. A tölcsérszerűen elhelyezkedő, nagy felületű, tagolt levelek egyszeresen vagy többszörösen szárnyasak. A Marattiákra jellemző levélalapi kinövések, pálhalevelek a királyharasztok körében is megtalálhatók, melyek egyáltalán nem jellemzőek a többi páfrányokra. A leveleknél folyamatos differenciálódás figyelhető meg. A primitív alakoknál a sporangiumok az asszimiláló zöld leveleken képződnek, ám a fejlettebb alakoknál már külön spóratermő levelek, sporofillumok alakulnak ki, melyek jól elkülönülnek a meddő levelektől, fotoszintetizálni képtelenek, egyetlen feladatuk a sporangiumok és bennük a spórák képzése. A fiatal protallium a májmohák telepére emlékeztet, kis méretű, zöld, szív alakú, a Marattiák előtelepéhez hasonló, de ivarszervek nem besüllyedtek, mely a többi leptosporangiumos páfrányra is jellemző.
A Kárpát-medencében egyetlen fajuk él, az Osmunda regalis. 2 métert is elérő, vékony törzsű, merev levelű páfrányféle. Mindenütt természetvédelmi előírások védik, a legnagyobb európai harasztfaj. Főleg a mocsaras, lápos, pangó vizű területeket kedveli, ahol fák között, árnyékos területeken szeret élni. Kedveli a nyíres-tölgyeseket, éger-láperdőket, amelyek mészszegények és magas a páratartalom.